# Пекинский ботанический сад
Пекинский ботанический сад — ботанический сад, расположенный на северо-западной окраине Пекина, между парком Сяншань и горой Юйцюаньшань в горах Сишань. Был основан в 1955 году. Площадь ботанического сада — 564 000 м².
В саду находятся десятки выставочных районов и залов, таких как сад деревьев, участки с многолетними луковичными, розарий, клумбы с пионами, традиционный китайский сад лекарственных растений, сад с дикими фруктовыми деревьями, район охраняемых растений, районы водных растений и виноградников, участки с видами на грани исчезновения и выставочные теплицы для тропических и субтропических растений. Также на территории сада находятся несколько буддистских храмов.
В саду растёт 6000 видов растений, включая 2000 видов деревьев и кустарников, 1620 разновидностей тропических и субтропических растений, 500 видов цветов и 1900 видов фруктовых деревьев и водных растений, традиционных для Китая.
Самыми популярными местами сада являются:
- Экспозиция с представителями вечнозелёных видов и пальмовых.
- Экспозиция тропических водных растений, в том числе водяных лилий и цветущих таро.
- Экспозиция культивируемых растений, их размножения и распространения. Здесь есть представители какао- и кофейных деревьев, хризантем со сладкими листьями, которые были привезены из других стран и интродуцированы в Китае.

В саду есть экспозиции лекарственных растений, ароматических растений и суккулентов. Выставка декоративных растений является впечатляющей, с бесчисленным множеством сортов, цветами и травами. Только разновидностей орхидей более, чем 300 видов.
Кроме того, в саду есть теплицы, выставочный зал национальных видов площадью 11000 квадратных метров. Здания, лаборатории классификации растений, научно-исследовательские помещения и лекционный зал расположены вокруг внутреннего двора и соединены арками и решетками.
Сад пионов был открыт для публики в 1981 году. Он занимает площадь в 100 000 квадратных метров и состоит из трех отделов.
Коллекция растений включает в себя множество редких видов. Существует, например, Метасеквойя, впервые обнаруженная в районах Хубэй и Сычуань китайскими учёными в 1940 году. Так как она изначально считалась вымершей в течение третичного периода (65 млн лет назад), то обнаружение живых образцов в Китае стало огромным сюрпризом для ботаников.
Среди других растений сада представители плотоядных растений рода Непентес (Nepenthes).